# Dipodillus dasyurus
Il gerbillo di Wagner (Dipodillus dasyurus  Wagner, 1842) è un roditore della famiglia dei Muridi diffuso nel Vicino Oriente.

## Descrizione
Roditore di piccole dimensioni, con la lunghezza della testa e del corpo tra 82 e 94 mm, la lunghezza della coda tra 114 e 136 mm, la lunghezza del piede tra 24 e 27 mm, la lunghezza delle orecchie tra 14 e 16 mm e un peso fino a 35 g.
La pelliccia è lunga e densa. Le parti superiori sono bruno-giallastre, con la base dei peli grigia e con dei riflessi nerastri. Lungo i fianchi è presente una banda più chiara che si estende fino alle cosce. Una macchia scura si estende lungo ogni lato del muso, attraverso gli occhi fino alla base delle orecchie. Le parti ventrali e le zampe sono bianche. Sono presenti delle macchie bianche poco visibili alla base di ogni occhio e di ogni orecchio. Gli occhi sono grandi, mentre le orecchie sono fulvo-grigiastre frangiate di piccoli peli bianchi. La coda è più lunga della testa e del corpo, dello stesso colore del dorso sopra, biancastra sotto e con un ciuffo di lunghi peli brunastri all'estremità. La pianta dei piedi è scura e priva di peli. Il cariotipo è 2n=60 FN=69 e 70.

## Biologia

### Comportamento
È una specie terricola. Costruisce tane e cunicoli relativamente semplici, formati da una galleria principale, una sola camera dove vieno alloggiato il nido e da vari condotti d'aerazione. Le entrate vengono chiuse durante la giornata, particolarmente se sono situate in zone desertiche. Talvolta utilizza anche le tane di Psammomys obesus e di varie specie di Meriones.

### Alimentazione
Si nutre di piante grasse, semi di piante annuali e di insetti.

### Riproduzione
In Arabia Saudita si riproduce nei periodi più caldi dell'anno tra febbraio e maggio, mentre in cattività gli accoppiamenti avvengono tra ottobre e giugno. Danno alla luce 2-6 piccoli alla volta dopo una gestazione di 24-26 giorni.

## Distribuzione e habitat
Questa specie è diffusa nell'Egitto nord-orientale e nella Penisola del Sinai, Israele, Giordania, Libano, Siria, Iraq e lungo le zone costiere della Penisola arabica.
Vive in ambienti desertici e semi-desertici. Ammassi rocciosi colline calcaree e sabbiose fino a 2 000 metri di altitudine.

## Conservazione
La IUCN Red List, considerato il vasto areale e l'assenza al momento di gravi minacce, classifica D.dasyurus come specie a rischio minimo (Least Concern).